# 좋은생각사람들
(주)좋은생각사람들은 월간 《좋은생각》을 모체로 월간 《행복한 동행》, 월간 《웃음꽃》과 각종 단행본을 발간하는 종합출판사이다. 아름다운 사람들의 밝은 이야기 《좋은생각》은 1990년 6월 25일 정기간행물로 등록한 이후 1992년 8월에 창간하였다.
아름다운 비전 행복한 리더십 《행복한 동행》은 2003년 11월에 창간하여 비전과 리더십, 변화와 성숙, 의미있는 성공을 전하는 잡지로 많은 사랑을 받고 있다. 《웃음꽃》은 2010년 7월에 창간하였으며 아이들을 대상으로 하고 있다.